# Arcturinoides sexpes
Arcturinoides sexpes är en kräftdjursart som beskrevs av Brian Frederick Kensley 1977. Arcturinoides sexpes ingår i släktet Arcturinoides och familjen Arcturidae. Inga underarter finns listade i Catalogue of Life.